# Кевін Фрімен (вершник)
Кевін Фрімен (англ. Kevin Freeman, 21 жовтня 1941 — 10 березня 2023) — американський вершник.
Срібний призер Олімпійських Ігор 1964 (командне триборство), 1968 (командне триборство), 1972 (командне триборство) років.
Переможець Панамериканських ігор 1963 року в командному триборстві, срібний призер 1963 року в індивідуальному триборстві.